# Sífax
Sifax (llatí: Syphax; grec antic: Σύφαξ; Aïn Témouchent, 250 aC - Tívoli, 202 aC) va ser un rei de la Numídia Occidental.
Originàriament era el rei dels massesils, una de les dues tribus dels númides. Ja governava potser l'any 215 aC i en tot cas apareix ja esmentat en relació amb els cartaginesos el 213 aC. Els romans li van enviar ambaixadors perquè manifestés la seva hostilitat contra els cartaginesos. Un dels ambaixadors, Quint o Luci Estatori, va viure durant un temps al regne per instruir militarment les forces de Sifax i amb aquestes forces entrenades Sifax es va poder enfrontar als cartaginesos en camp obert i derrotar-los. Els cartaginesos van cridar a Àsdrubal Barca des d'Hispània per lluitar contra ell i al mateix temps es van aliar a Gayya, rei dels massils, l'altra tribu dels númides, que va enviar totes les seves forces als cartaginesos, dirigides pel seu fill Masinissa. Sifax no va poder fer res contra les forces unides de Gayya i els cartaginesos i va ser totalment derrotat en una gran batalla en la qual va perdre uns trenta mil homes, i es va haver de refugiar a Mauretània. Va reunir un nou exèrcit però perseguit per Masinissa va ser derrotat altre cop i finalment va fer un tractat de pau amb Cartago que li va permetre recuperar els seus dominis. Això passava abans del 210 aC.
L'any 210 aC tornava a estar en tractes amb els romans i en guerra contra Cartago, però el 206 aC apareix altre cop en un acord d'amistat i pau amb els cartaginesos. El jove Publi Corneli Escipió Africà Major va dirigir la seva mirada a Mauritània i va enviar al seu amic Gai Leli en ambaixada a Sifax, amb l'esperança de separar-lo de l'aliança cartaginesa. Sifax va escoltar favorablement l'enviat romà però va exigir tractat personalment amb Escipió; aquest va anar a Àfrica i Sifax el va rebre amistosament però al mateix temps va arribar el general Àsdrubal (fill de Giscó) que li va concedir en matrimoni la seva filla, considerada una dona d'extraordinària bellesa, de nom Sofonisba, i amb això l'aliança del rei númida.
Mentrestant el regne dels massils havia estat teatre de conflictes civils entre els anys 210 aC i el 205 aC. Sifax no va intervenir inicialment encara que va ajudar en algun moment a Lacumaces i al seu guardià Mezetul, no va aconseguir impedir que el seu vell enemic Masinissa s'establís al tron l'any 295 aC. Sifax estava disposat a acceptar aquests fets però els cartaginesos el van pressionar i finalment va reunir un exèrcit amb el que va envair el territori de Masinissa, el va derrotar i es va apoderar del regne dels massils, reunint els dos regnes númides sota la seva corona. Masinissa va iniciar una guerra de guerrilles. Sifax amb el suport del seu fill Vermina, s'hi va enfrontar el 204 aC i el va derrotar altre cop, però Masinissa va poder resistir amb una petita força fins que Escipió va desembarcar el mateix any 204 aC.
Sifax llavors va unir el seu exèrcit, uns 50000 soldats i 10000 cavallers, al del seu gendre Àsdrubal; en realitat Sifax esperava erigir-se en mediador entre les dues parts, i així, durant el llarg setge d'Útica, Sifax, que estava acampat prop del campament romà, va entrar en contacte amb Escipió, a l'hivern del 204 aC al 203 aC. Escipió però tenia els seus propis plans i la primavera del 203 aC va trencar les negociacions i sobtadament va atacar de nit el campament númida i el va incendiar; sorpresos els númides es van desbandar i una bona part van morir a mans dels romans en la confusió; al mateix temps el campament cartaginès va córrer la mateixa sort.
Sifax va poder fugir cap a Numídia on va començar a reunir noves tropes; no estava preparat per lluitar de nou però pressionat per Sofonisba i Àsdrubal finalment va decidir combatre una vegada més. Unit a l'exèrcit cartaginès va presentar batalla a Escipió que el va derrotar totalment. Sifax va fugir altre cop a Numídia i es va refugiar en el territori dels massesils mentre Masinissa i Leli recuperaven el regne dels massils gairebé sense cap oposició.
Desesperat Sifax va ser capaç de reunir un tercer exèrcit per fer front a l'avanç de l'enemic cap a Cirta. Una dura batalla es va lliurar i finalment les forces de Sifax van ser derrotades i el rei fet presoner, igual que la seva esposa Sofonisba. Van enviar davant d'Escipió aS ifax i a un fill seu fet també presoner. Masinissa va ocupar Cirta i Vermina, el fill de Sifax, va aconseguir encara dominar una part del territori dels massesils.
Escipió va tractar bé a Sifax però al cap de poc el va enviar, custodiat per Leli, a Roma i el senat romà va ordenar el seu empresonament a Alba Fucens. Polibi diu que va ser un dels captius que va adornar el triomf d'Escipió quan va retornar d'Àfrica i que va morir poc després, però Titus Livi diu que va morir una mica abans a Tibur on havia estat traslladat des d'Alba. Es creu que tenia 48 anys quan va morir, cap a l'any 200 aC.